# Daňová uznatelnost výdajů
Daňově uznatelné výdaje jsou výdaje podnikatele, které snižují základ daně, a tedy výslednou daňovou povinnost. Podnikatel je motivován jejich výši v rámci zákonů zvyšovat, aby platil co nejnižší daň z příjmů.
Aby mohl být výdaj v podnikání odečten z daní, musí splnit 4 základní podmínky:
1. Prokazatelnost výdaje
2. Souvislost výdaje s dosažením, zajištěním a udržením příjmů
3. Správná evidence výdaje
4. Uznatelnost výdaje není výslovně vyloučena

## Prokazatelnost výdajů
Při uplatňování skutečně vynaložených výdajů je nutné mít neustále na paměti, že důkazní břemeno nese poplatník. Jakým způsobem tohoto daná fyzická osoba dosáhne, je na ní. Nejčastější formou bude písemný daňový doklad o tom, za co, kdy, v jaké výši a komu jsme zaplatili. 
Povinnost poplatníka prokázat, že výdaje, které uplatňuje jako položky snižující zdanitelné příjmy, jsou výdaje vynaložené na dosažení, zajištění a udržení zdanitelných příjmů, je zakotvena v § 24 zákona o daních příjmů (dále jen ZDP), kde zákon jasně stanovuje, že daňově uznatelnými výdaji jsou výdaje ve výši prokázané poplatníkem.
Neunese-li poplatník důkazní břemeno, jinými slovy, není-li poplatník schopen dostatečným způsobem prokázat uplatňované výdaje, vystavuje se značnému nebezpečí, že daný výdaj nebude při daňové kontrole uznán za výdaj na dosažení, zajištění a udržení zdanitelných příjmů a bude mu o tuto částku zvýšen základ daně, doměřena daň a vyměřeno penále.

## Souvislost výdajů s dosažením, zajištěním a udržením zdanitelných příjmů
V § 24 odst. 1 je dán obecný rámec pro daňovou uznatelnost výdajů.
Doslovně se zde říká:
„Výdaje (náklady) vynaložené na dosažení, zajištění a udržení zdanitelných příjmů se pro zjištění základu daně odečtou ve výši prokázané poplatníkem a ve výši stanovené tímto zákonem a zvláštními předpisy. Ve výdajích na dosažení, zajištění a udržení příjmů nelze uplatnit výdaje, které již byly v předchozích zdaňovacích obdobích ve výdajích na dosažení, zajištění a udržení příjmů uplatněny.“

### Více druhů příjmů
Složitější situace nastává tehdy, jsou-li v rámci podnikatelské činnosti realizovány jak příjmy podléhající zdanění, tak i příjmy od daně osvobozené nebo příjmy, které nejsou předmětem daně. V takových případech je nezbytně nutné striktně oddělovat výdaje, které jsou vynaloženy v souvislosti se zdanitelnými příjmy, a výdaje, které se vážou k příjmům, které nepodléhají zdanění. Toto lze zabezpečit nejrůznějšími způsoby, např. zavedením středisek v rámci daňové evidence.
Jak důležitá je tato zásada, je zřejmé i z toho, že se prolíná i do dalších ustanovení ZDP, jako např.:
- § 23 Základ daně, odst. 5

„Výdaje (náklady) související s druhem činnosti nebo jednotlivou činností v rámci téhož druhu činnosti, z níž dosažené příjmy nejsou předmětem daně nebo jsou předmětem daně, ale jsou od daně osvobozeny, nelze přičítat k výdajům (nákladům) souvisejícím s druhem činnosti nebo jednotlivou činností v rámci téhož druhu činnosti, z níž dosažené příjmy jsou předmětem daně a nejsou od daně osvobozeny.“
- § 24 odst. 3

„U poplatníků, u nichž zdanění podléhají pouze příjmy z podnikatelské nebo jinak vymezené činnosti, se jako výdaje (náklady) uznávají pouze výdaje vynaložené na dosažení, zajištění a udržení příjmů, které jsou předmětem daně.“

## Správná evidence výdajů

### Kdo vede daňovou evidenci
Poplatník – fyzická osoba, která má příjmy z podnikání nebo jiné samostatné výdělečné činnosti, nevede účetnictví a neuplatňuje výdaje procentem z příjmů (tzv. paušální výdaje), je povinna vést daňovou evidenci podle § 7b ZDP.

### Stanovení daňové povinnosti
Budeme-li mít na mysli poplatníky (podnikatele), kteří vedou daňovou evidenci, je třeba při vymezení pojmu „daňově uznatelný výdaj“ vycházet z ustanovení § § 5 a 23 ZDP, které stanoví, že výchozí základnou pro správné stanovení daňové povinnosti je rozdíl, o který příjmy převyšují výdaje.
Není to však tak jednoduché. Ne všechny příjmy podléhají zdanění a ne všechny výdaje jsou daňově uznatelné.

Budeme-li sledovat stránku výdajů, vyjdeme z předpokladu, že pod pojmem „výdaj“ budeme mít na mysli hodnoty, které byly zaplaceny.

### Členění příjmů a výdajů
Příjmy a výdaje, které vznikají v souvislosti s podnikatelskou činností, je nutné z hlediska ZDP dále členit, a to na:
- příjmy, které jsou předmětem daně (tyto příjmy jsou v praxi běžně označovány jako příjmy ovlivňující základ daně), jedná se především o příjmy za prodej zboží, výrobků, služeb a ostatní příjmy,
- příjmy, které nejsou předmětem daně nebo jsou od daně osvobozeny (tyto jsou v praxi běžně označovány jako příjmy neovlivňující základ daně, tj. příjmy, které nevstupují do celkového základu daně např. vklad podnikatele do podnikání),
- výdaje související s příjmy, které jsou předmětem daně. Tyto výdaje je nutno dále členit na:
  - výdaje ovlivňující základ daně, tj. daňově uznatelné výdaje (např. výdaje v souvislosti se zahájením podnikání, platba za nakoupené zboží, atd. Pozor na skutečnost, že od roku 2008 již není sociální a zdravotní pojištění placené fyzickou osobou s příjmy podle § 7 daňově uznatelným výdajem. Tato změna se netýká sociální a zdravotního pojištění, které platí fyzická osoba za zaměstnance a sociální a zdravotní pojištění srážené z hrubé mzdy.)
  - výdaje neovlivňující základ daně, tj. výdaje, které z pohledu ZDP nelze uznat za výdaje na dosažení, zajištění a udržení zdanitelných příjmů (např. osobní výběr, nákup hmotného majetku atd.),
- výdaje nesouvisející s příjmy, které jsou předmětem daně. Tyto výdaje jsou daňově neuznatelné, neboť zde není splněna základní podmínka pro jejich daňovou uznatelnost, kterou je předpoklad, že se jedná o výdaje na dosažení, zajištění a udržení zdanitelných příjmů.

## Výdaj není vyloučen z daňově uznatelných výdajů zákonem o daních z příjmů ani jiným obecně závazným právním předpisem
Daňově neuznatelné výdaje jsou uvedeny zejména v § 25 odst. 1 ZDP. Pokud však ZDP na jiném místě některý výdaj, který by bylo možné podřadit pod § 25 odst. 1 ZDP, považuje za daňově uznatelný, má tato speciální úprava přednost.
Jako příklad lze uvést § 24 odst. 2 písm. t) ZDP, podle kterého je vstupní cena pozemků (nejčastěji výdaj na pořízení) s určitými výjimkami v případě prodeje daňově uznatelná. Podle § 25 odst. 1 písm. a) ZDP jsou však výdaje na pořízení pozemků bez výjimek daňově neuznatelné.
Zde je ovšem v § 25 odst. 1 písm. a) ZDP stanoveno, že pro daňové účely nelze uznat zejména výdaje na pořízení hmotného majetku s výjimkou uvedenou v § 24 odst. 2 ZDP.